# كأس إنترتوتو 2004
كأس إنترتوتو 2004 هو موسم من كأس إنترتوتو. أقيم خلال الفترة 19 يونيو 2004 وحتى 24 أغسطس 2004، وشارك فيه  61 فريقاً، وفاز فيه نادي ليل، ونادي فياريال، وشالكه 04.